# 梅森縣 (德克薩斯州)
梅森縣（英語：Mason County）是美國德克薩斯州中部的一個縣。面積2,414平方公里。根據美國2000年人口普查，共有人口3,738人。縣治梅森（Mason）。
成立於1858年1月22日。縣名來自梅森堡。